# Географія Фінляндії
Фінляндія — європейська країна, що знаходиться на півночі Європи . Загальна площа країни — 338145 км² (65-те місце у світі), з яких на суходіл припадає — 303815 км², а на поверхню внутрішніх вод — 34330 км². Площа країни майже вполовину менша за площу території України. Природа Фінляндії відрізняється від природи решти країн Фенноскандії. Разом із Норвегією та Ісландією, Фінляндія найпівнічніша країна на європейському континенті. Майже чверть площі країни розташована за полярним колом.

## Назва
Офіційна назва країни — Республіка Фінляндія, скорочено Фінляндія (фін. Suomen tasavalta, Suomi; швед. Republiken Finland, Finland). Назва країни походить з германських мов і означає fin — фіни, land — земля, країна, тобто «Земля фінів». Сам етнонім «фіни», ймовірно, походить від германського «фінтан» (нім. finthan) — мандрівник, бродник, і спершу відносилося до мисливців-збирачів, культурними нащадками яких можна вважати саамів. Термін «фін» стали вживати після призначення у XV столітті єпископа до Споконвічної Фінляндії, південно-західної провінції країни. Відтак церковна влада, що об'єднала цю географічну область, породила у місцевих мешканців відчуття єдності. Фінський топонім Суомі (фін. Suomi) уперше зафіксовано у давньоруських літописах як сумь. Існує кілька версій походження цього терміна. За однією топонім походить від фінського слова на означення риб'ячої луски і вказує на те, що стародавні жителі шили собі одяг з риб'ячої шкіри. Згідно з іншою, ім'я Суомі носив один данський вельможа, який уклав мир з Карлом Великим. Але найбільш вирогідною є версія, яка виводить етимологію топоніму від естонської назви місцевості Соомаа (ест. Soomaa), де «соо» — болото, маа — земля, тобто «Земля боліт». Переселенці з цієї області перенесли назву своєї батьківщини і на південно-західну Фінляндію, яка теж стала називатися Суомі. Аналогічна версія виводить топонім напряму від слова земе (ест. *zeme) — земля. Існує версія, що вважає топонім Суомі спотвореним етнонімом саамів, народу, який жив тут до приходу фіно-угорських племен.

## Географічне положення

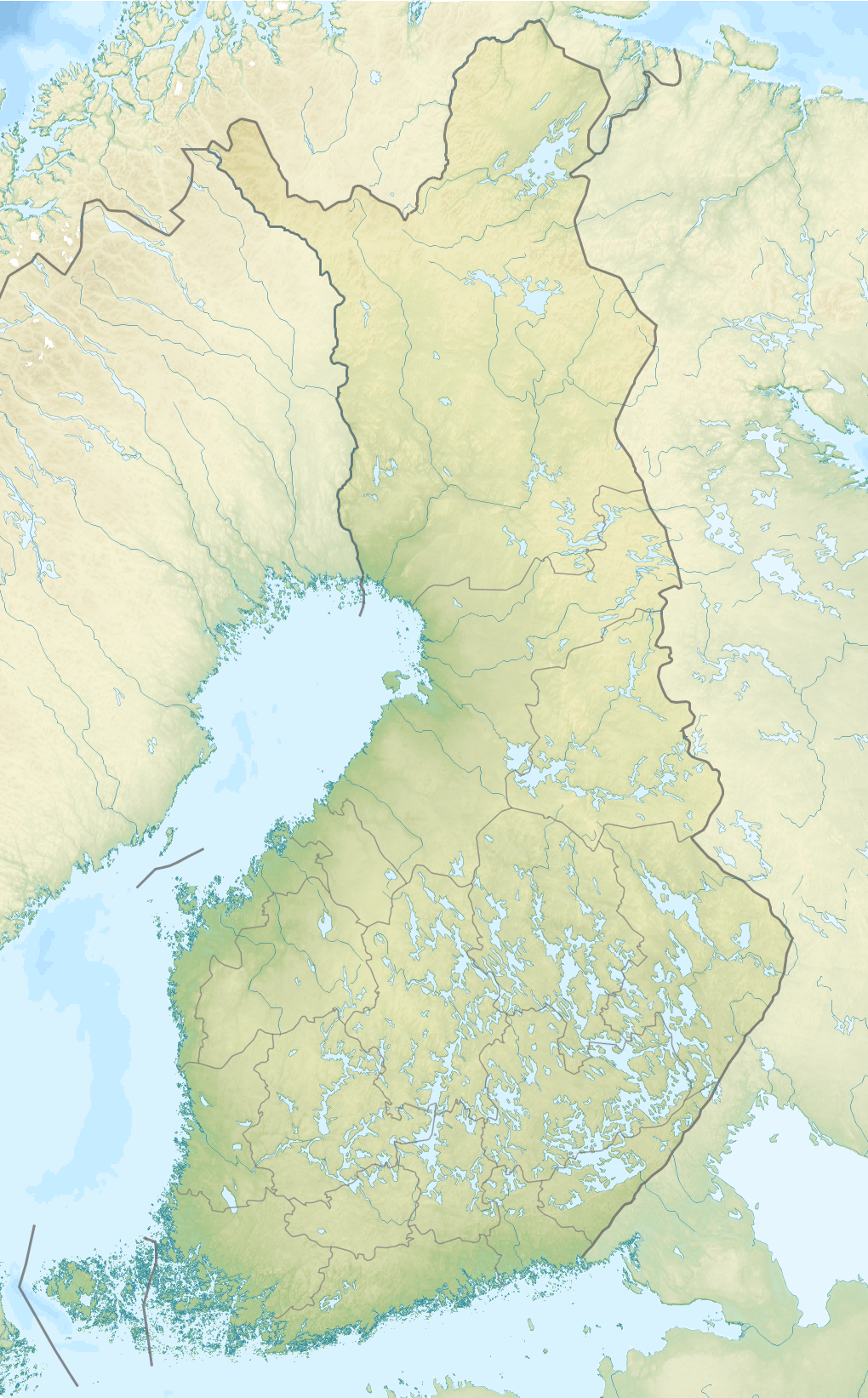
Карта розташування Фінляндії

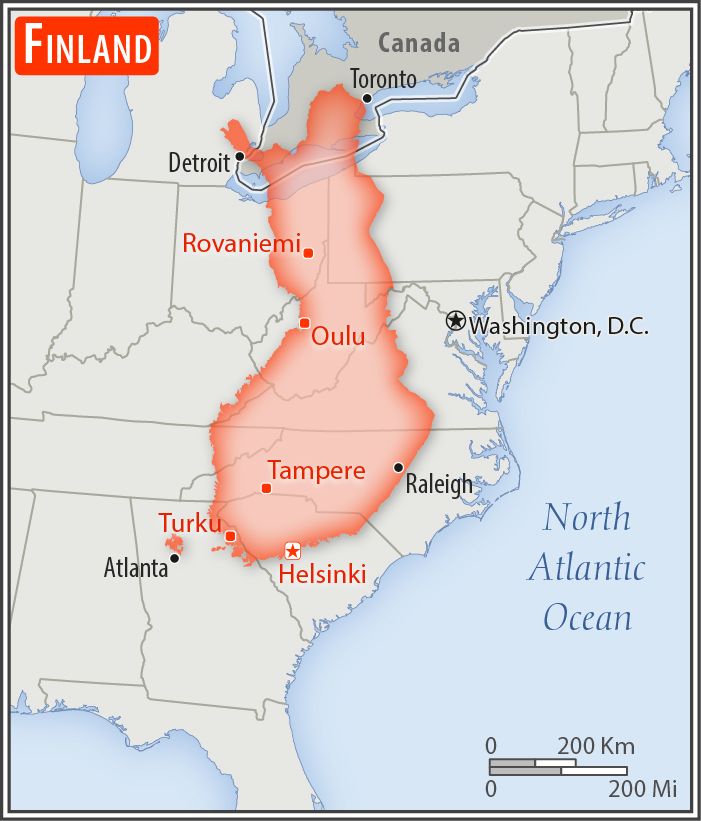
Порівняння розмірів території Фінляндії та США

Фінляндія — північноєвропейська країна, що межує з трьома іншими країнами: на півночі — з Норвегією (спільний кордон — 709 км), на північному заході — зі Швецією (545 км), на сході — з Російською Федерацією (1309 км). Загальна довжина державного кордону — 2563 км. Найбільша відстань з півночі на південь — 1160 км, максимальна ширина — 540 км.
Фінляндія омивається водами Ботнічної на заході та Фінської затоки Балтійського моря Атлантичного океану на півдні. Загальна довжина морського узбережжя 1250 км. Згідно з Конвенцією Організації Об'єднаних Націй з морського права (UNCLOS) 1982 року, протяжність територіальних вод країни встановлено в 12 морських миль (22,2 км) (у Фінській затоці — 3 морські милі). Прилегла зона, що примикає до територіальних вод, в якій держава може здійснювати контроль необхідний для запобігання порушень митних, фіскальних, імміграційних або санітарних законів простягається на 14 морських миль (25,9 км) від узбережжя (стаття 33). Виключна рибальська зона встановлена на відстань 12 морських миль (22,2 км) і поширюється до кордонів континентального шельфу Швеції, Естонії і Росії. Континентальний шельф — 200 морських миль від узбережжя.

### Час
Час у Фінляндії: UTC+2 (той самий час, що й у Києві). Літній час вводиться останньої неділі березня переводом годинникової стрілки на 1 годину вперед, скасовується в останню неділю жовтня переводом годинникової стрілки на 1 годину назад.

## Геологія
Фінляндія розташована в межах Балтійського кристалічного щита. У льодовикову епоху її території піддавалася покривному зледенінню. Льодовики згладили пагорби і заповнили більшість улоговин своїми відкладеннями. Під вагою льоду відбулося прогинання території, а після деградації зледеніння утворилося Іолдійове море, попередник сучасної Балтики. Попри підняття суходолу зі швидкістю 1 см на рік, багато улоговин дотепер зайняті озерами і болотами.

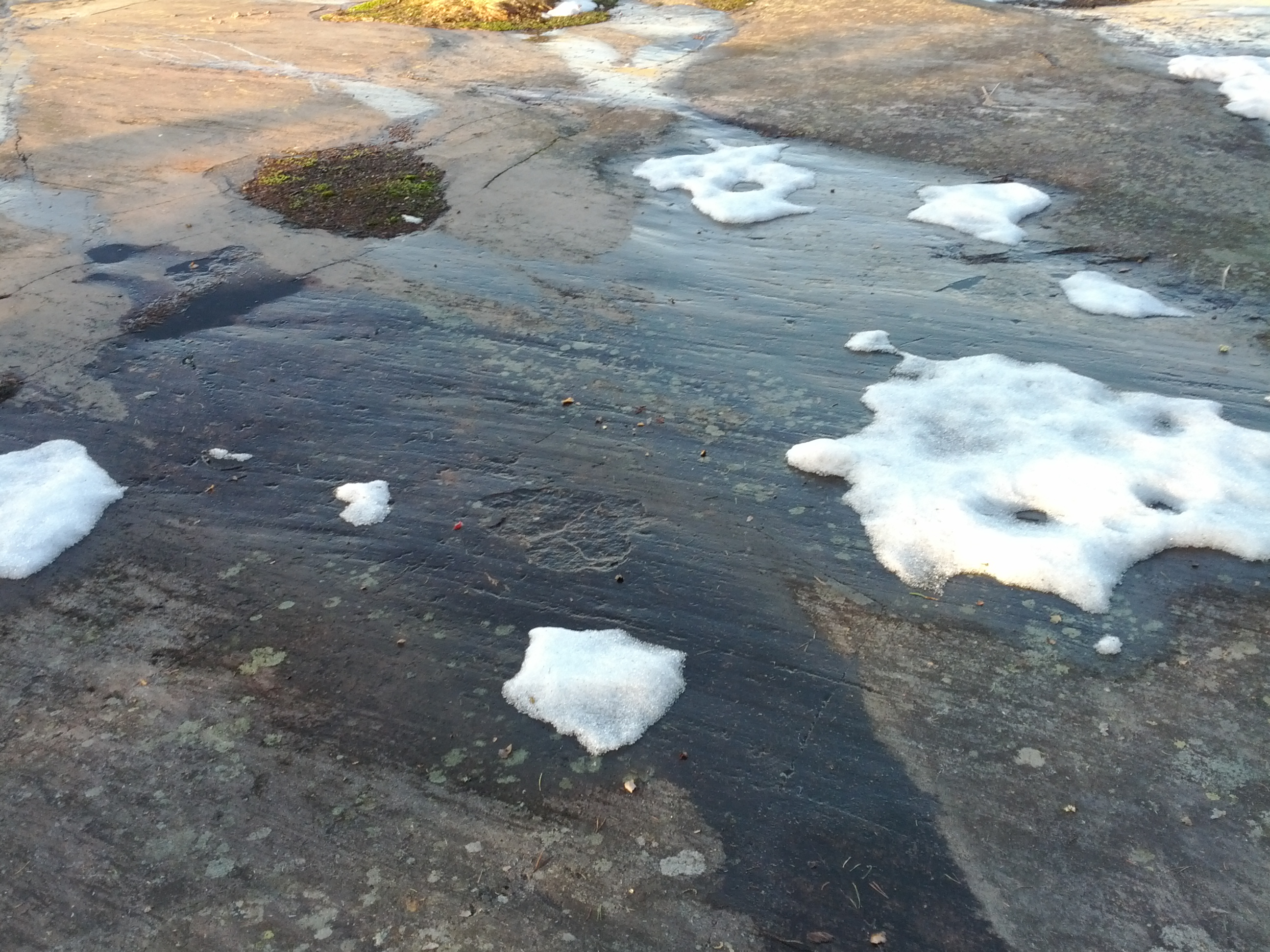
Льодовикова штриховка як свідчення льодовикової епохи

### Корисні копалини
Надра Фінляндії багаті на ряд корисних копалин: залізну руду, мідь, свинець, цинк, хроміти, нікель, золото, срібло, вапняк.

## Рельєф
Середні висоти — 164 м; найнижча точка — рівень вод Балтійського моря (0 м); найвища точка — гора Халті (Халтіатунтурі) (1328 м), знаходиться на крайньому північному заході, на кордоні з Норвегією. Фінляндія — горбисто-рівнинна країна. Абсолютні висоти звичайно не перевищують 300 м. Як спадок льодовикової епохи чітко виділяються на поверхні землі ланцюги озів — вузьких витягнутих гряд, складених водно-льодовиковими пісками і галечниками. Вони використовувалися для прокладання доріг через заболочені низовини, що займають більшу частину країни. Гряди льодовикових відкладень (морени) перетинають численні долини та підпирають річки, сприяють роз'єднаності стоку й утворенню безлічі порогів і водоспадів.

Рельєф Фінляндії
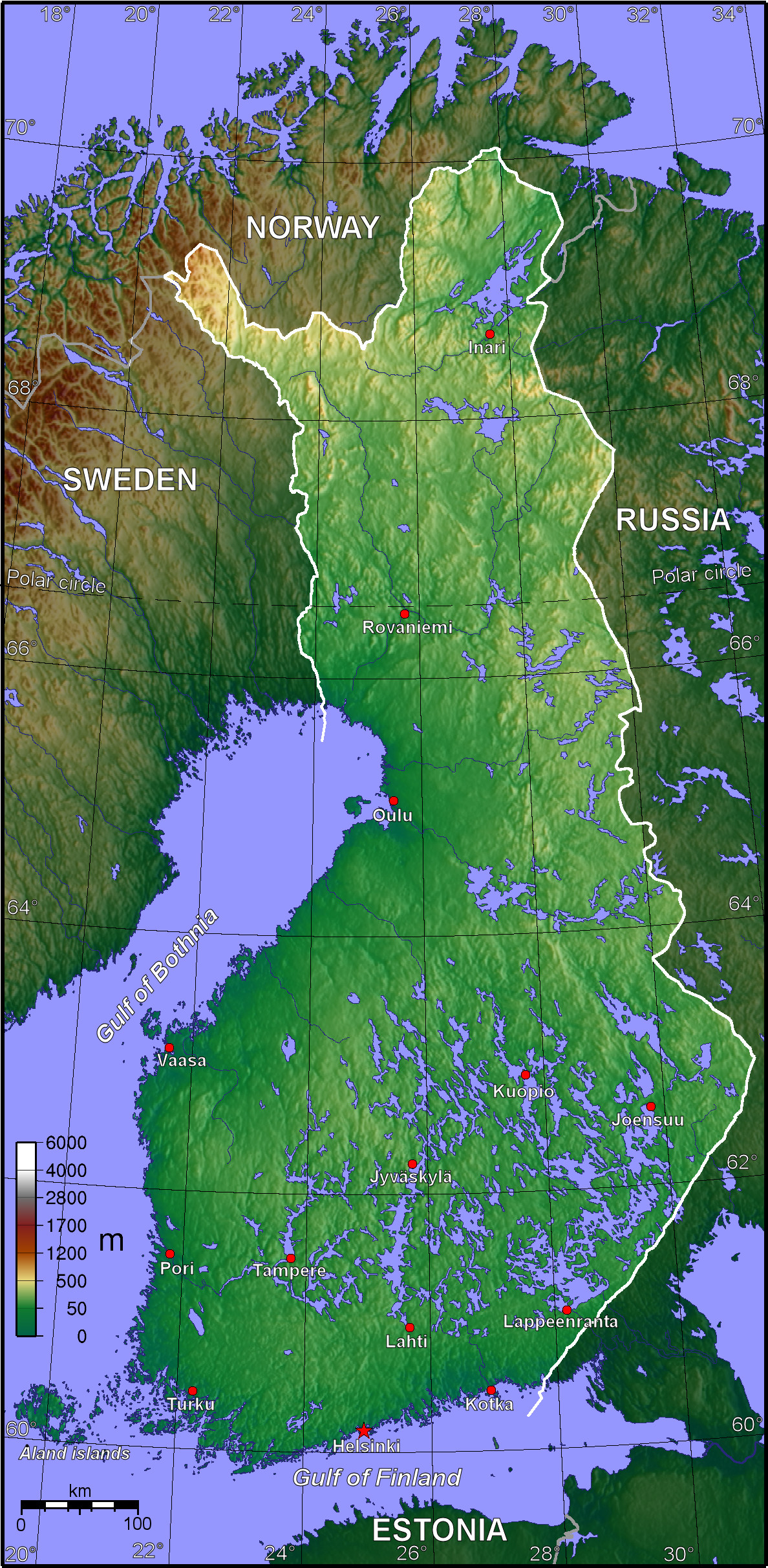
Гіпсометрична карта Фінляндії
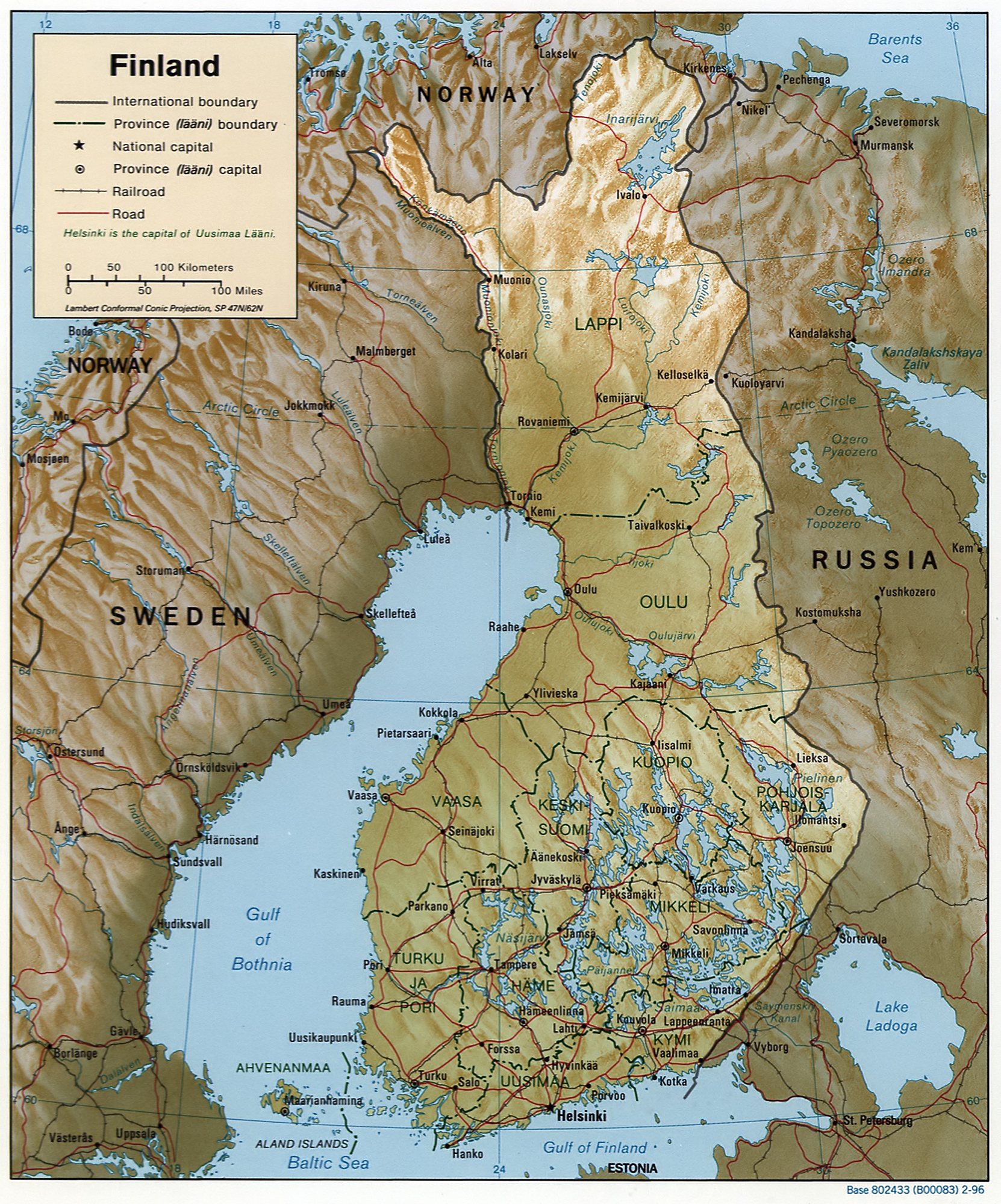
Рельєф Фінляндії (англ.)
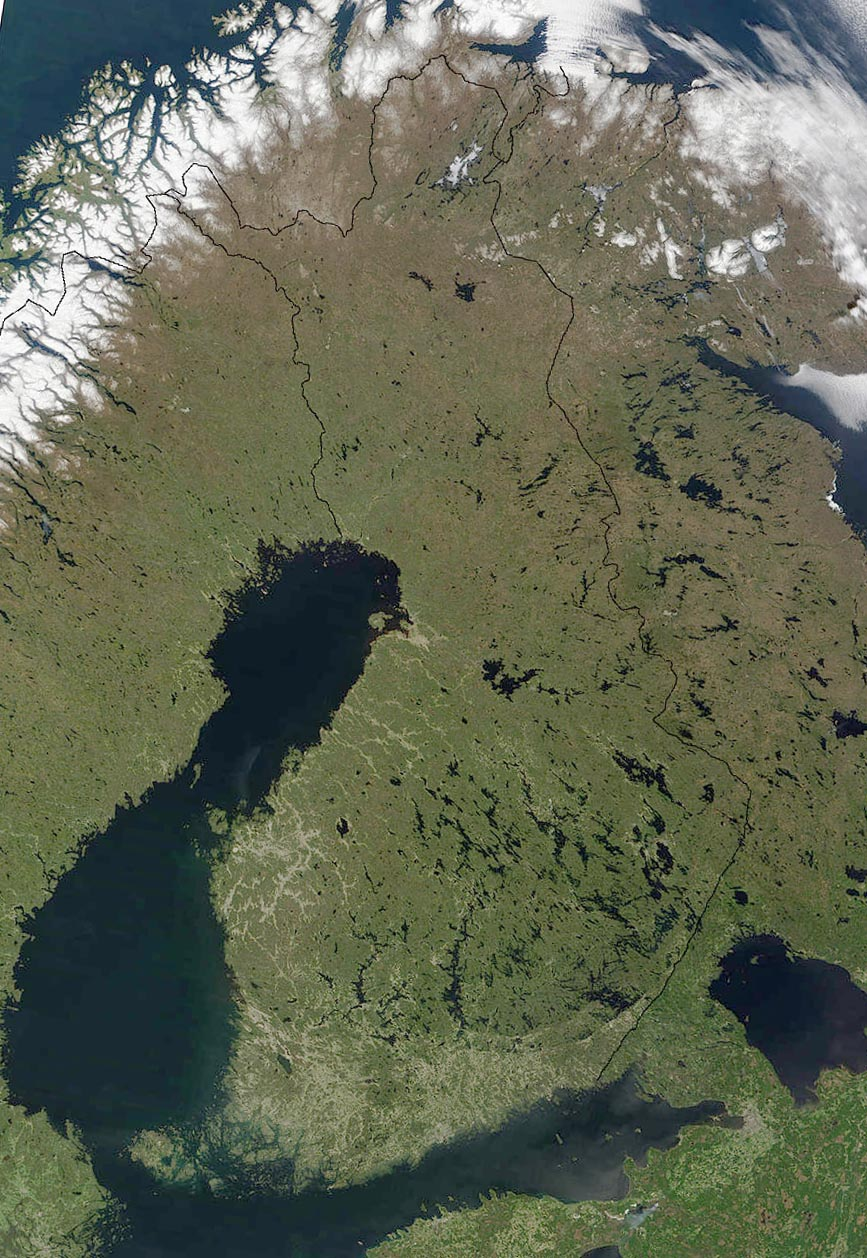
Супутниковий знімок поверхні країни
Карта країни (англ.)

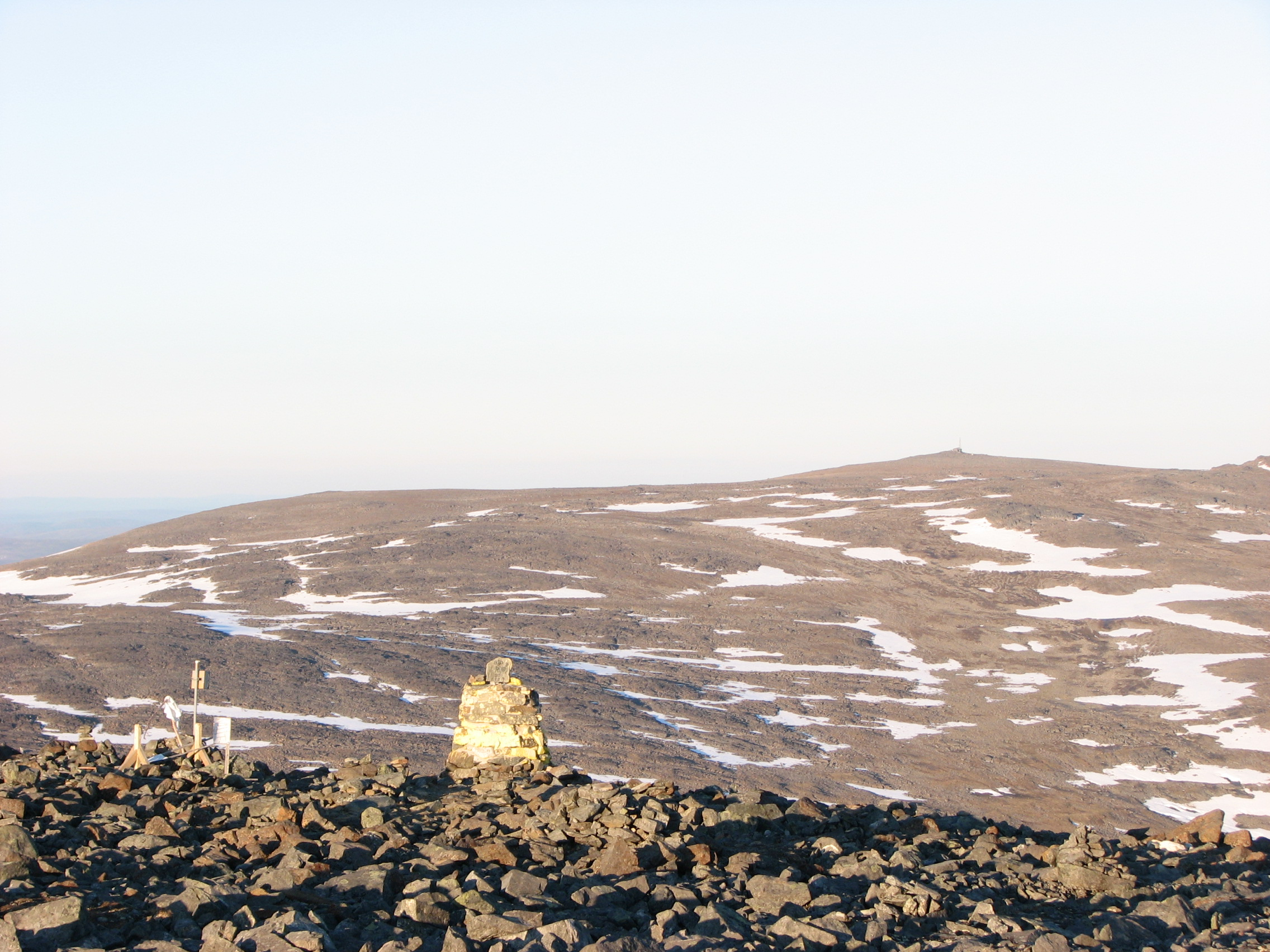
Сопка Халті
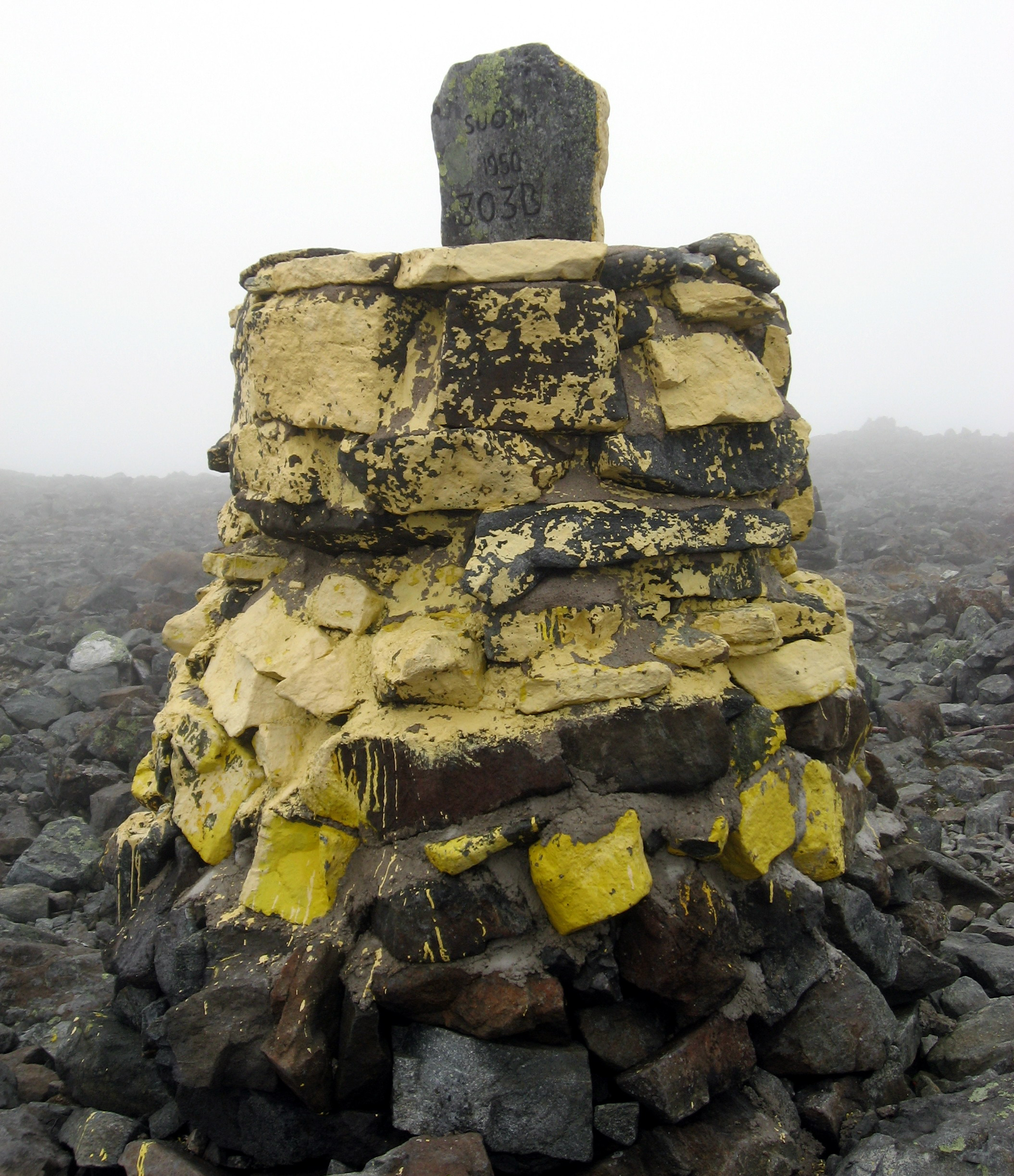
Найвища точка Фінляндії

### Узбережжя
Південне і південно-західне узбережжя досить сильно порізане фіордами, але не настільки глибокими як узбережжя Норвегії.

### Острови
Біля берегів Фінляндії знаходиться близько 180 тис. різної площі островів. Аландський архіпелаг — найбільший архіпелаг, що лежить у гирлі Ботнічної затоки між Фінляндією і Швецією. Складається з понад 6,5 тис. скелястих рифів (шхер), і гранітних островів, з яких тільки 35 населені. Архіпелаг Турун (Турку), тягнеться з південного-заходу на захід, поєднуючи територію країни з Аландськими островами.

Топографічна карта Аландських островів
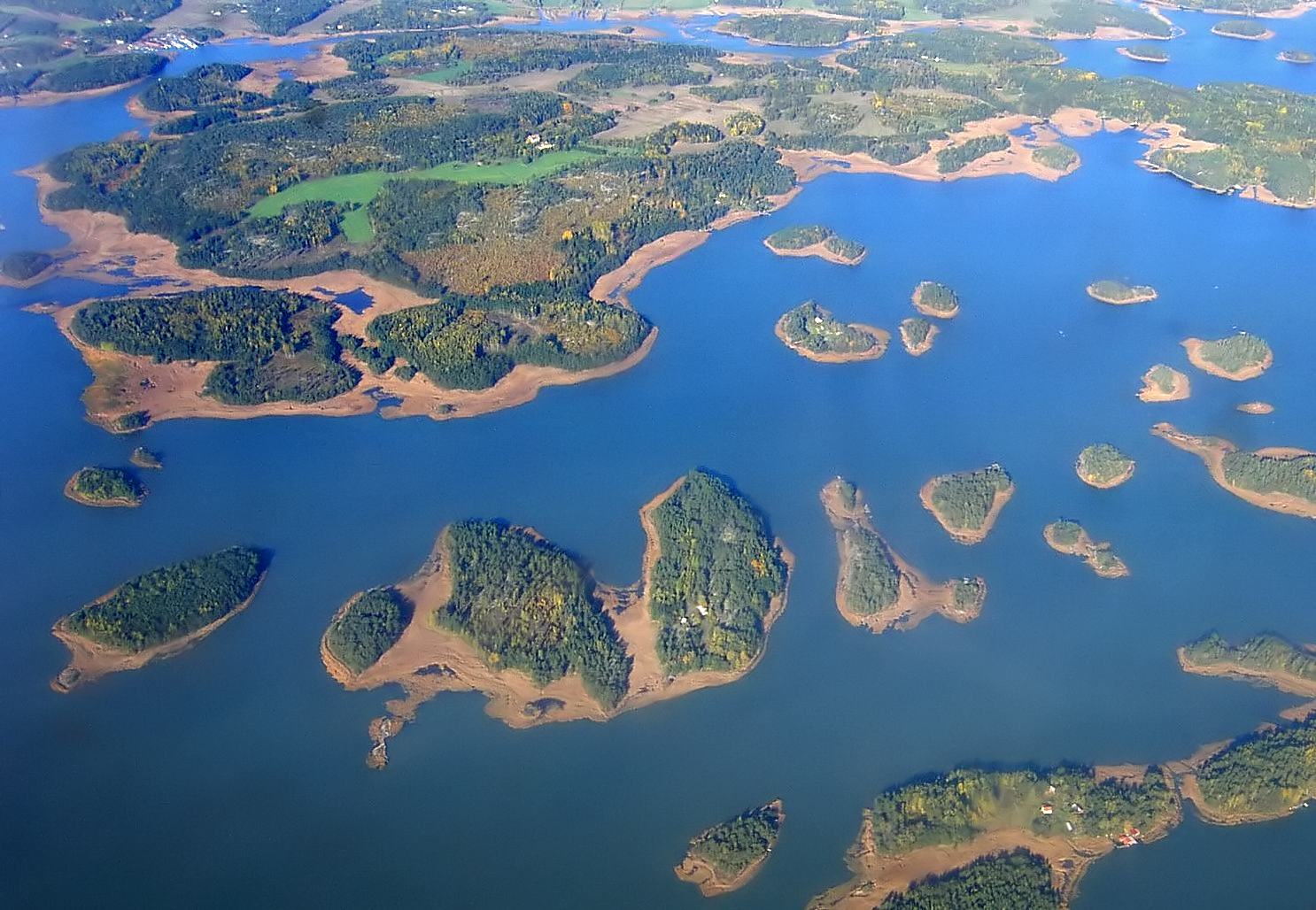
Архіпелажне море

## Сейсмічність
За характером сейсмічності територія Фінляндії належить до пасивних континентальних окраїн. Головну тектонічну роль відіграє Балтійський кристалічний щит, що має блокову будову і який охоплює велику площу Скандинавського і Кольського півостровів, Фінляндію і Карелію. Він протистоїть руху літосферних плит на північ у результаті субдукції Африканської плити під Європейську. По краях щита численні розломи, з якими пов'язані мілкофокусні землетруси. Епіцентри яких утворюють сейсмічний пояс уздовж північних берегів Скандинавського півострова. Виділяється сейсмічна розломна зона вздовж північного берега Балтійського моря і Ботнічної затоки, з продовженням до Кандалакської губи Кольського півострова. Всередині кристалічного щита сейсмічні розломи утворюють прямокутну мережу північно-східного північно-західного простягання. Особливістю землетрусів є відносно великі площі (до 105 км²) розповсюдження сейсмічних коливань за відносно малих магнітуд; деякі з них сильно проявляються на поверхні землі.

## Клімат
Територія Фінляндії лежить у помірному кліматичному поясі перехідного від морського (на південному заході) до напівконтинентального типу (Лапландія). Крайня північ — на межі субарктичного. Перевалюють помірні повітряні маси цілий рік, західний масоперенос. Значні сезонні амплітуди температури повітря. Відносно тепла зима з нестійкою погодою, можливими штормами, значний сніговий покрив. Відносно прохолодне літо з більш ясною погодою. Зволоження надмірне, на південному узбережжі достатнє. Влітку температура досить часто піднімається до +20 °C, часом сягає +30 °C у південних та східних частинах країни. Взимку в багатьох районах температура опускається до -20 °C. Середня температура в Гельсінкі в липні складає +17 °C, а в лютому -5,7 °C.
На далекій півночі сонце не заходить за обрій протягом близько 73 днів, створюючи ефект літніх білих ночей. У цьому регіоні зимою сонце залишається за обрієм 51 день. Лапландія незмінно демонструє найнижчі зимові температури.

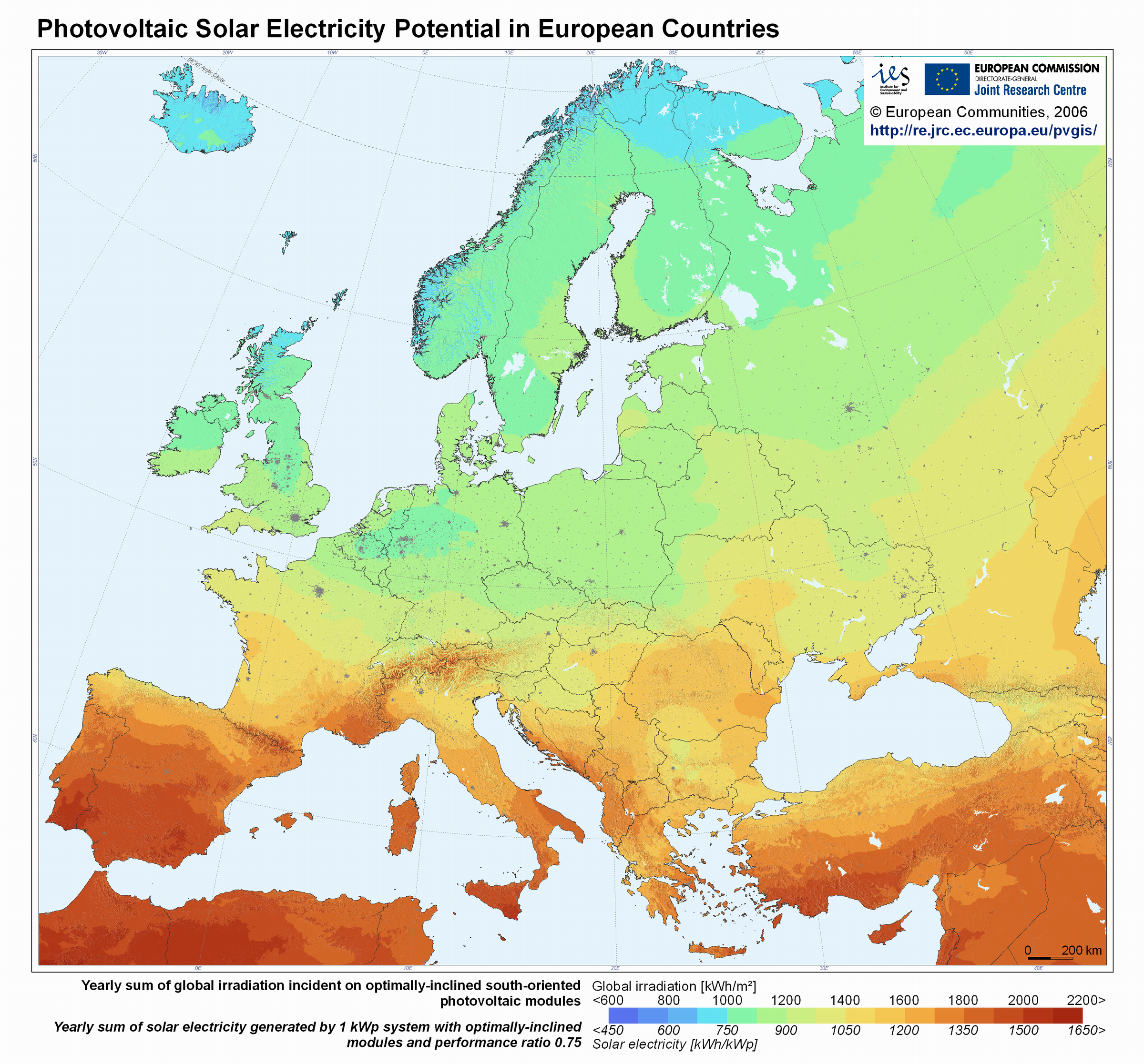
Сонячна радіація в Європі (англ.)
Кліматична карта Фінляндії (за Кеппеном)
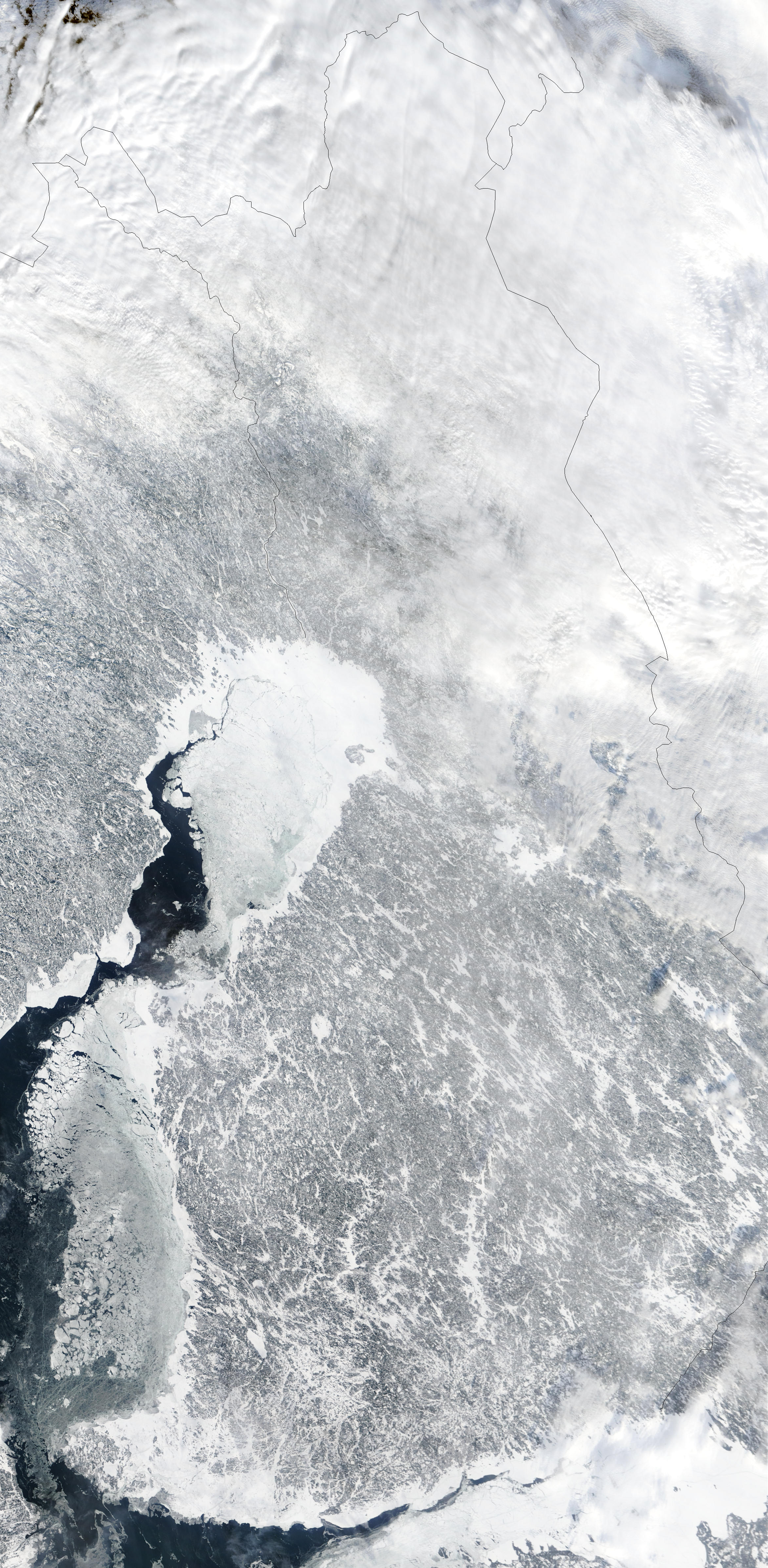
Сніговий покрив взимку в країні з космосу
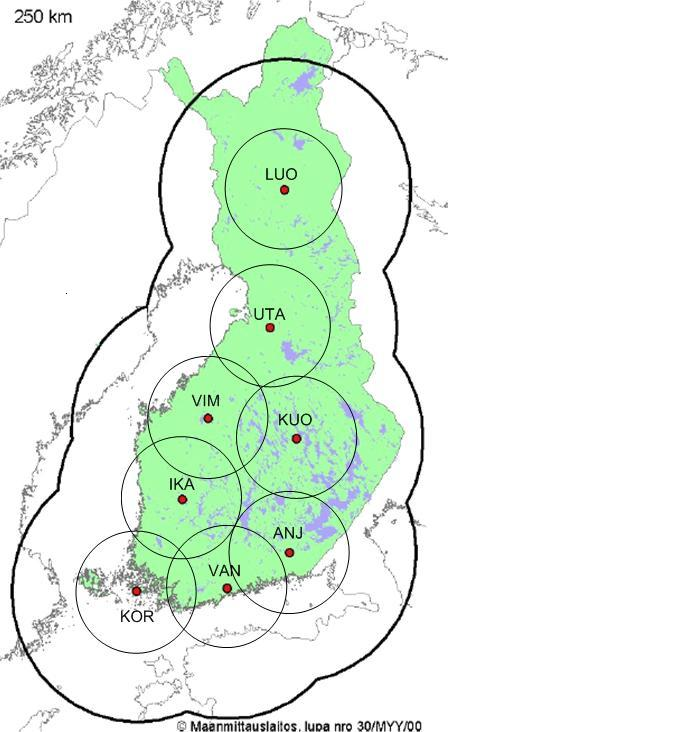
Національна мережа метеорадіолокації

Фінляндія є членом Всесвітньої метеорологічної організації (WMO), в країні ведуться систематичні спостереження за погодою.

## Внутрішні води
Загальні запаси відновлюваних водних ресурсів (ґрунтові і поверхневі прісні води) становлять 110 км³. Станом на 2012 рік в країні налічувалось 690 км² зрошуваних земель.

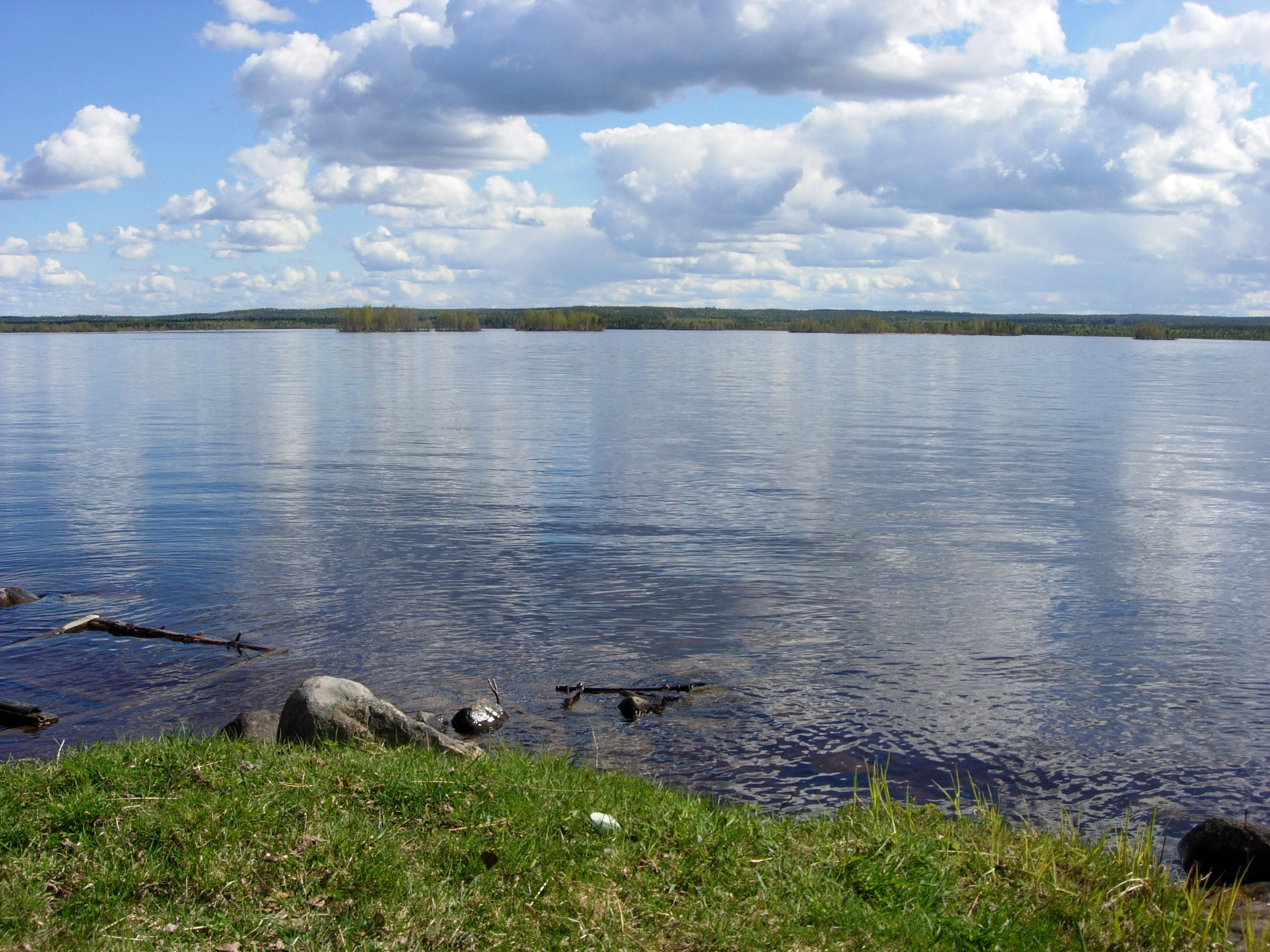
Річка Кемійокі
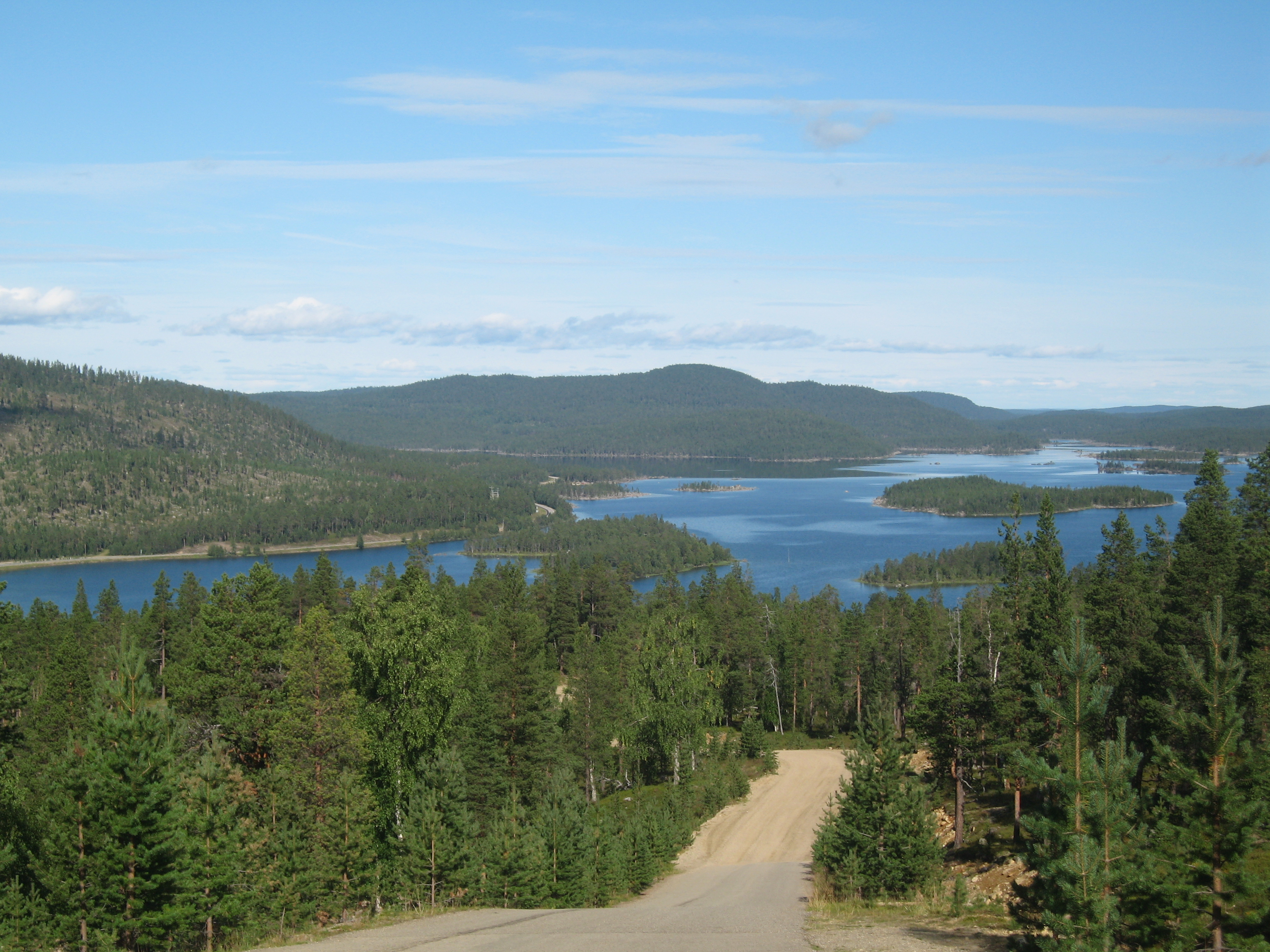
Озеро Інарі
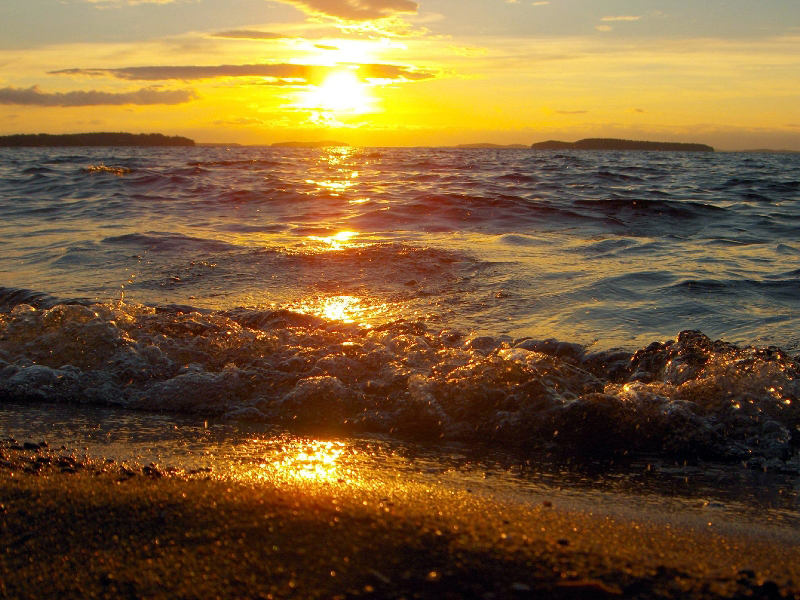
Води озера Саймаа
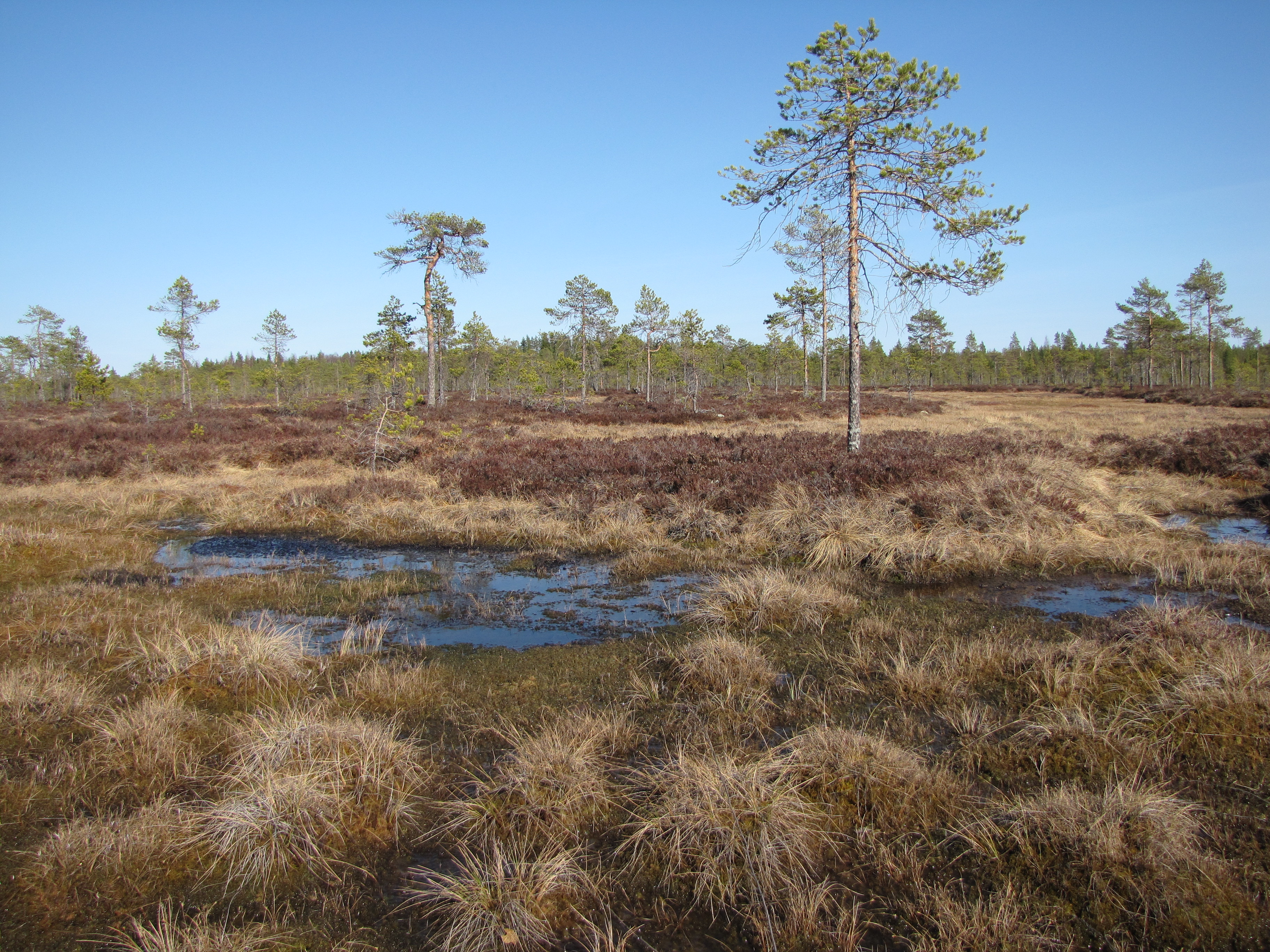
Болото у Кауханеві

### Річки
Річки країни належать басейну Балтійського моря Атлантичного океану; на крайній півночі — басейну Баренцового моря Північного-Льодовитого океану.
Численні невеликі канал з'єднують річки й озера країни, іноді в обхід водоспадів. Найбільше значення має Сайменський канал, що зв'язує озеро Сайма з Фінською затокою біля Виборгу (частина каналу проходить територією Ленінградської області Росії і використовується Фінляндією згідно з міжнародним договором).

### Озера
У Фінляндії нараховується близько 190 тис. озер різного розміру, що сумарно займають 9 % площі країни. Найбільше відоме озеро Сайма на південному сході, що має важливе значення для сплаву лісу і транспортування вантажів у внутрішніх районах, не забезпечених залізничними й автомобільними дорогами. Озера Пяйянне на півдні, Нясиярві на південному заході й Оулуярві в центральній частині Фінляндії разом з річками теж відіграють важливу роль для водного сполучення. Усі озера мають залишкове льодовикове походження і утворилися після танення останнього плейстоценового зледеніння.

### Болота
Третину території Фінляндії займають болота (включно із заболоченими лісами). Торф широко використовується як підстилка для худоби і набагато рідше як паливо. У ряді районів проведено меліорацію боліт.

## Рослинність
Майже ⅔ території Фінляндії вкрито лісами, що поставляють цінну сировину для лісопереробної та целюлозно-паперової промисловості. У країні виростають північно- й південнотайгові ліси, а на крайньому південному заході — змішані хвойно-широколистяні. Клен, в'яз, ясен і ліщина проникають до 62° пн. ш., яблуня зустрічається на 64° пн. ш. Хвойні породи поширюються до 68° пн. ш. Північніше лежать лісотундра і тундра.
Земельні ресурси Фінляндії (оцінка 2011 року):
- придатні для сільськогосподарського обробітку землі — 7,5 %;
  - орні землі — 7,4 %;
  - багаторічні насадження — 0 %;
  - землі, що постійно використовуються під пасовища — 0,1 %;
- землі, зайняті лісами і чагарниками — 72,9 %;
- інше — 19,6 %[1].

Фінляндія — країна великих лісів і численних озер. Ліси складають її основне багатство, їх називають «зеленим золотом Фінляндії».

## Тваринний світ
Зоогеографічно територія країни належить до Європейсько-Сибірської тайожної провінції Циркумбореальної підобласті Голарктичної області.
Тваринний світ Фінляндії досить бідний. Зазвичай в лісах живуть лось, білка, заєць, лисиця, видра, хохуля. Ведмідь, вовк і рись зустрічаються тільки в східних районах країни. Різноманітний світ птахів (до 250 видів, у тому числі тетерук, глухар, орябок, куріпка). У річках і озерах водяться лосось, форель, сиг, окунь, судак, щука, ряпушка, а в Балтійському морі — салака.

## Охорона природи

Національні парки Фінляндії
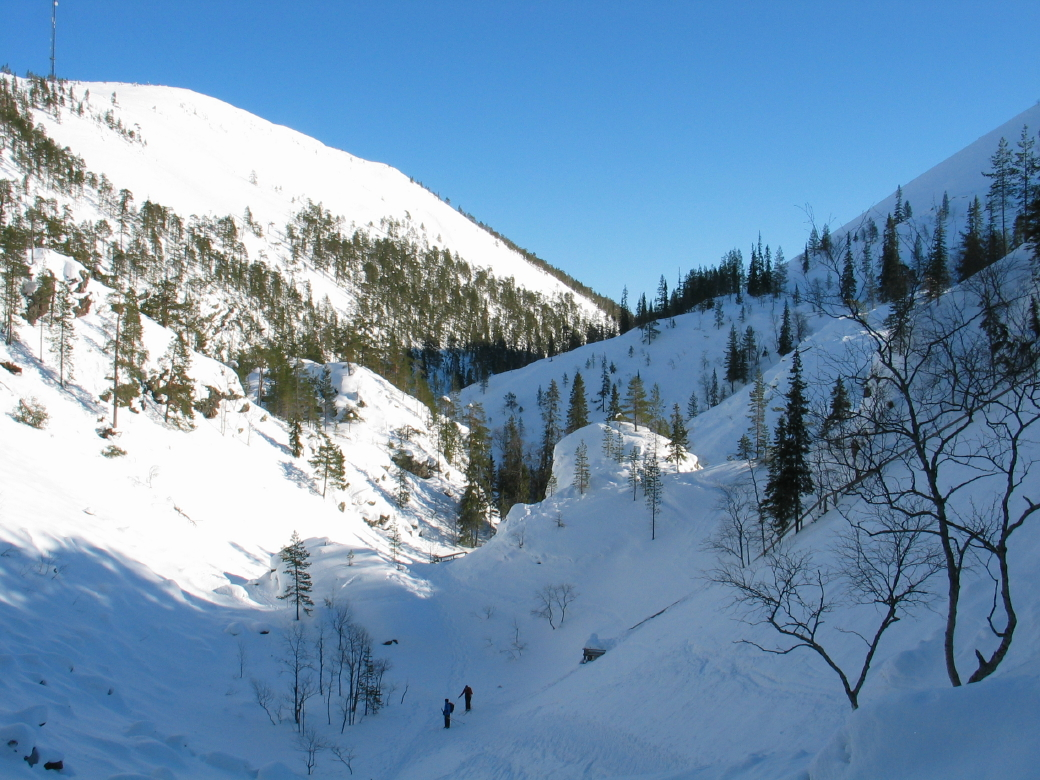
Пиха-Люсто, Лапландія
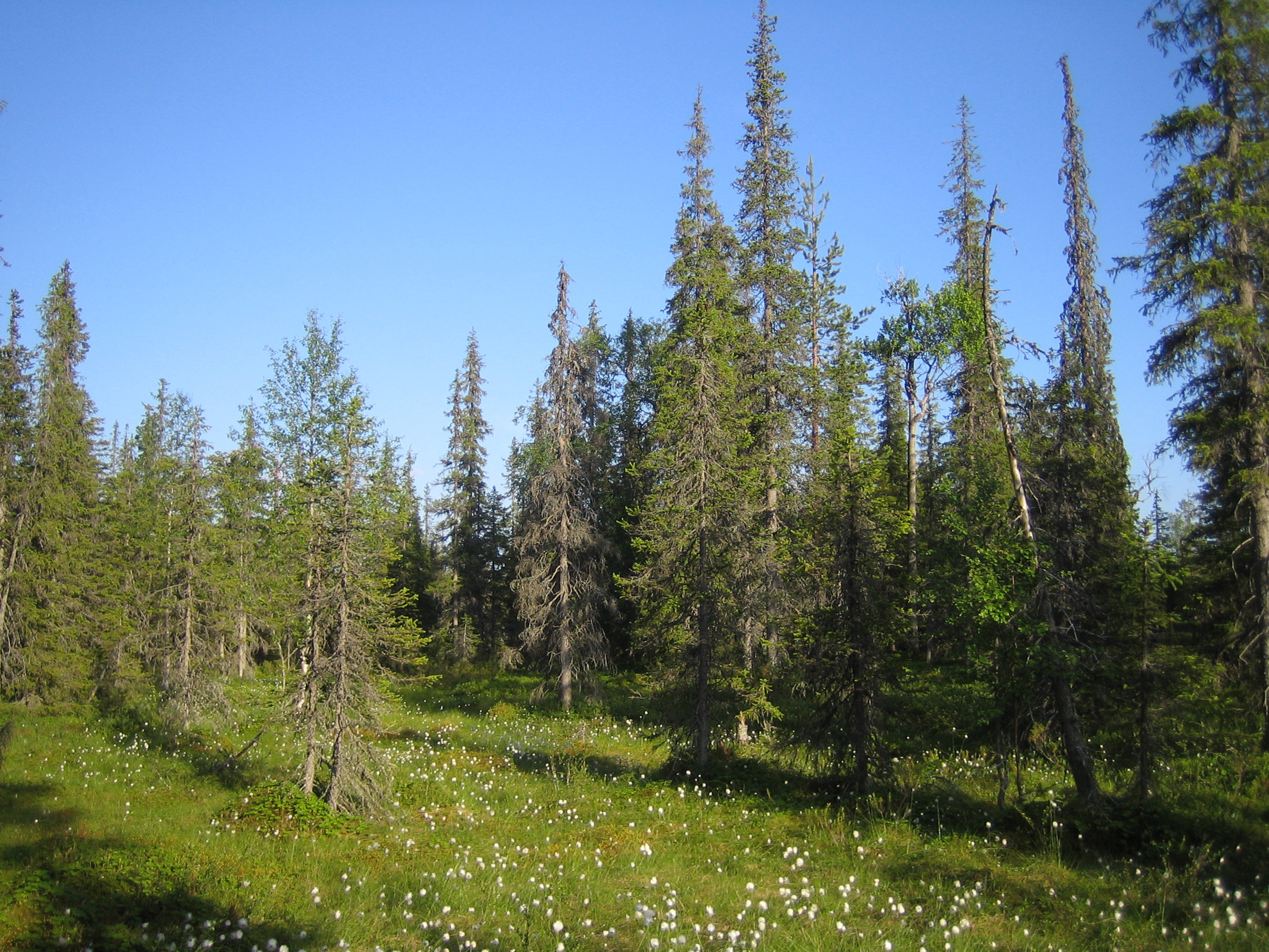
Сиоте, Лапландія

Фінляндія є учасником ряду міжнародних угод з охорони довкілля:
- Конвенції про транскордонне забруднення повітря (CLRTAP);
- Мадридського протоколу про охорону довкілля до Договору про Антарктику;
- Конвенції про біологічне різноманіття (CBD);
- Рамкової конвенції ООН про зміну клімату (UNFCCC);
- Кіотського протоколу до Рамкової конвенції;
- Конвенції ООН про боротьбу з опустелюванням (UNCCD);
- Конвенції про міжнародну торгівлю видами дикої фауни і флори, що перебувають під загрозою зникнення (CITES);
- Конвенції про заборону військового впливуна природне середовище (ENMOD);
- Базельської конвенції протидії транскордонному переміщенню небезпечних відходів;
- Конвенції з міжнародного морського права;
- Лондонської конвенції про запобігання забрудненню моря скиданням відходів;
- Конвенції з охорони морських живих ресурсів;
- Монреальського протоколу з охорони озонового шару;
- Міжнародної конвенції запобігання забрудненню з суден (MARPOL);
- Міжнародної угоди про торгівлю тропічною деревиною 1983 і 1994 років;
- Рамсарської конвенції із захисту водно-болотних угідь[17];
- Міжнародної конвенції з регулювання китобійного промислу[1].

## Стихійні лиха та екологічні проблеми
На території країни спостерігаються небезпечні природні явища і стихійні лиха: сильні морози й заметілі взимку.
Серед екологічних проблем варто відзначити:
- забруднення повітря викидами теплових електростанцій призводить до випадіння кислотих дощів;
- забруднення вод промисловими стоками, сільськогосподарськими хімікатами;
- знищення природного середовища загрожує популяції диких тварин.

## Фізико-географічне районування
фізико-географічно територія Фінляндії належить до країни Фенноскандія, область невисоких плоскогір'їів та рівнин. Умовно виділяють 4 великі приодні підобласті, що відрізняються одна від одної рельєфом, кліматом, рослинним покривом:
- Кольський півострів займає крайню північ території країни. Морфоструктурно є високою піднесеною рівниною з поодинокими острівними горами останцями. Тектонічне розчленування слабке. Помірний клімат з прохолодним літом. Ландшафти змінюють один одного з півночі на південь: приокеанічних лук і тундр високогір'їв, темнохвойної помірно континентальної тайги[18].
- Манселькя займає більшу частину Лапландії і широку смугу уздовж російського кордону далеко на південь. Морфоструктурно є піднесеною рівниною з поодинокими острівними горами останцями. Тектонічне розчленування слабке. Помірний клімат з прохолодним літом. Ландшафти темнохвойної помірно континентальної тайги[18].
- Приботнічна підобласть розкинулась широким фронтом на заході й півдні країни. Морфоструктурно є заболоченою низовиною з високим рівнем ґрунтових вод. Тектонічне розчленування слабке. Помірний клімат з прохолодним літом. Ландшафти темнохвойної помірно континентальної тайги, північне узбережжя Фінської затоки — хвойно-широколистяних мішаних лісів[18].
- Центрально-Озерна підобласть займає південно-східну заболочену частину країни. Морфоструктурно є низькою заболоченою цокольною рівниною. Велика кількість озер. Тектонічне розчленування слабке. Помірний клімат з прохолодним літом. Ландшафти темнохвойної помірно континентальної тайги[18].

### Українською
- Атлас світу / голов. ред. І. С. Руденко ; зав. ред. В. В. Радченко ; відп. ред. О. В. Вакуленко. — К. : ДНВП «Картографія», 2005. — 336 с. — ISBN 9666315467.
- Атлас. 7 клас. Географія материків і океанів / Укладачі О. Я. Скуратович, Н. І. Чанцева. — К. : ДНВП «Картографія», 2014.
- Бєлозоров С. Т. Географія материків. — К. : Вища школа, 1971. — 371 с.
- Барановська О. В. Фізична географія материків і океанів : навч. посіб. для студентів ВНЗ : [у 2 ч.]. — Н. : Ніжинський державний університет ім. Миколи Гоголя, 2013. — 306 с. — ISBN 978-617-527-106-3.
- Гірничий енциклопедичний словник : у 3 т / за ред. В. С. Білецького. — Д. : Східний видавничий дім, 2001—2004.

- Дубович І. А. Країнознавчий словник-довідник. — 5-те вид., перероб. і доп. — К. : Знання, 2008. — 839 с. — ISBN 978-966-346-330-8.
- Панасенко Б. Д. Фізична географія материків : навч. посіб. : в 2 ч. — В. : ЕкоБізнесЦентр, 1999. — 200 с.
- Фізична географія материків та океанів : підруч. для студ. вищ. навч. закл. : у 2 т / за ред. П. Г. Шищенка. — К. : Видавництво Київського нац. університету ім. Т. Шевченка, 2010. — Т. 2. : Європа. — 464 с. — ISBN 978-966-439-273-7.
- Юрківський В. М. Регіональна економічна і соціальна географія. Зарубіжні країни: Підручник. — 2-ге. — К. : Либідь, 2001. — 416 с. — ISBN 966-06-0092-5.

### Англійською
- (англ.) Graham Bateman. The Encyclopedia of World Geography. — Andromeda, 2002. — 288 с. — ISBN 1871869587.
- Porkka M. T., Vesanen E. E. Earthquake in Ranua and Pudasjarvi 1956 // Geophysica General Geophysics. — 1958. — Vol. 5, no. 4. — P. 226—229.

### Російською
- (рос.) Авакян А. Б., Салтанкин В. П., Шарапов В. А. Водохранилища. — М. : Мысль, 1987. — 326 с. — (Природа мира)
- (рос.) Алисов Б. П., Берлин И. А., Михель В. М. Курс климатологии [в 3-х тт.] / под. ред. Е. С. Рубинштейна. — Л. : Гидрометиздат, 1954. — Т. 3. Климаты земного шара. — 320 с.
- (рос.) Ананьин И. В. Землетрясения Балтийского щита и особенности их проявления // Сильные землетрясения и сейсмические воздействия. — М., 1987. — С. 96—105.
- (рос.) Апродов В. А. Зоны землетрясений. — М. : Мысль, 2010. — 462 с. — (Природа мира) — ISBN 978-5-244-01122-7.
- (рос.) Букштынов А. Д., Грошев Б. И., Крылов Г. В. Леса. — М. : Мысль, 1981. — 316 с. — (Природа мира)
- (рос.) Власова Т. В. Физическая география материков. С прилегающими частями океанов. Евразия, Северная Америка. — 4-е, перераб. — М. : Просвещение, 1986. — 417 с.
- (рос.) Гвоздецкий Н. А. Карст. — М. : Мысль, 1981. — 214 с. — (Природа мира)
- (рос.) Добрынин Б. Ф. Физическая география Западной Европы. — М. : Учпедгиз, 1948. — 415 с.
- (рос.) Исаченко А. Г., Шляпников А. А. Ландшафты. — М. : Мысль, 1989. — 504 с. — (Природа мира) — ISBN 5-244-00177-9.
- (рос.) Карри-Линдал К. Европа. — М. : Прогресс, 1981. — 334 с. — (Континенты, на которых мы живем)
- (рос.) Каплин П. А., Леонтьев О. К., Лукьянова С. А., Никифоров Л. Г. Берега. — М. : Мысль, 1991. — 480 с. — (Природа мира) — ISBN 5-244-00449-2.
- (рос.) Словарь современных географических названий / под общей редакцией акад. В. М. Котлякова. — Екатеринбург : У-Фактория, 2006.
- (рос.) Литвин В. М., Лымарев В. И. Острова. — М. : Мысль, 2010. — 288 с. — (Природа мира) — ISBN 978-5-244-01129-6.
- (рос.) Лобова Е. В., Хабаров А. В. Почвы. — М. : Мысль, 1983. — 304 с. — (Природа мира)
- (рос.) Максаковский В. П. Географическая картина мира. Книга I: Общая характеристика мира. — М. : Дрофа, 2008. — 495 с. — ISBN 978-5-358-05275-8.
- (рос.) Максаковский В. П. Географическая картина мира. Книга II: Региональная характеристика мира. — М. : Дрофа, 2009. — 480 с. — ISBN 978-5-358-06280-1.
- Николаев Н. И. О связи сейсмичности Балтийского щита и норвежских каледонид с неотектоникой // Вестник МГУ. — М., 1966. — С. 20—36.
- (рос.) Финляндия // Поспелов Е. М. Топонимический словарь. — М. : АСТ, 2005. — 229 с. — ISBN 5-17-016407-6.
- Соловьев С. Л. О связи землетрясений Скандинавии с отрицательными формами рельефа // Известия АН СССР. Серия География. — М., 1963. — № 6.
- (рос.) Финляндия // Страны и народы. Зарубежная Европа. Общий обзор. Северная Европа / Редкол. : В. П. Максаковский, С. А. Токарев (отв. ред.) и др. — М. : «Мысль», 1981. — 269 с. — (Страны и народы) — 180 тис. прим.
- (рос.) Физико-географический атлас мира. — М. : Академия наук СССР и Главное управление геодезии и картографии ГГК СССР, 1964. — 298 с.
- (рос.) Энциклопедия стран мира / глав. ред. Н. А. Симония. — М. : НПО «Экономика» РАН, отделение общественных наук, 2004. — 1319 с. — ISBN 5-282-02318-0.